# Skull & Bones
 Ovo je glavno značenje pojma Skull & Bones. Za druga značenja pogledajte Skull and Bones (razdvojba).
Skull & Bones je dvostruki studijski album američke hip hop grupe Cypress Hill izdan 25. travnja 2000. Album je podijeljen u dvije zasebne cjeline, na prvom disku ("Skull") se nalaze isključivo rap stvari, dok je drugi disk ("Bones") više orijentiran prema rocku i heavy metalu. Album je postigao solidan komercijalni uspjeh, te je dosegao broj 5 na Billboardovoj top ljestvici.
Na albumu kao gosti nastupaju Everlast, Eminem, N.O.R.E., Christian Olde Wolbers i Dino Cazares iz Fear Factorya, Brad Wilk iz grupe Rage Against the Machine i Chino Moreno iz Deftonesa.

## Popis pjesama

### Skull(Disk 1)
1. "Intro" (Muggerud) – 1:52
2. "Another Victory" (Freese, Muggerud) – 3:11
3. "(Rap) Superstar" (Freese, Muggerud) – 4:53
4. "Cuban Necktie" (Freese, Muggerud) – 4:13
5. "What U Want from Me" (Freese, Muggerud) – 3:50
6. "Stank Ass Hoe" (Freese, Muggerud) – 5:09
7. "Highlife" (Freese, Muggerud, Reyes) – 3:53
8. "Certified Bomb" (Freese, Muggerud, Reyes) – 4:03
9. "Can I Get a Hit" (Freese, Muggerud) – 2:47
10. "We Live This Shit" (Freese, Muggerud) – 4:20
11. "Worldwide" (Freese, Muggerud, Reyes) – 2:45

### Bones(Disk 2)
1. "Valley of Chrome" (Freese, Muggerud, Reyes) – 4:04
2. "Get Out of My Head" (Freese, Muggerud) – 3:31
3. "Can't Get the Best of Me" (Correa, Freese, Muggerud, Reyes, Wilk) – 4:15
4. "A Man" (Correa, Fleener, Freese, Reyes, Zambrano) – 3:08
5. "Dust" (Cypress Hill, Fleming, Freese) – 3:56
6. "(Rock) Superstar" (Freese, Muggerud, Reyes) – 4:37
7. "Jack You Back" (Bonus Track) (Freese, Muggerud, Reyes) - 3:32

## Izvođači
- B-Real – pjevač
- Sen Dog – pjevač
- DJ Muggs – produkcija, miksanje

## Top ljestvice

### Albuma
| Godina | Ljestvica              | Pozicija |
| ------ | ---------------------- | -------- |
| 2000.  | The Billboard 200      | #5       |
| 2000.  | Top R&B/Hip-Hop Albums | #4       |
| 2000.  | Top Internet Albums    | #17      |

### Singlova
| Godina | Singl              | Ljestvica                 | Pozicija |
| ------ | ------------------ | ------------------------- | -------- |
| 2000.  | "(Rap) Superstar"  | Hot Rap Singles           | #43      |
| 2000.  | "(Rap) Superstar"  | UK Top Ljestvica Singlova | #13      |
| 2000.  | "(Rock) Superstar" | UK Top Ljestvica Singlova | #13      |
| 2000.  | "Highlife"         | UK Top Ljestvica Singlova | #35      |

## Vanjske poveznice
- allmusic.com  Arhivirana inačica izvorne stranice od 7. ožujka 2021. (Wayback Machine) - Skull & Bones